# Сан Педро де Рибас
Сан Педро де Рибас (шп. San Pedro de Ribas) град је у Шпанији у аутономној заједници Каталонија у покрајини Барселона. Према процени из 2017. у граду је живело 29 842 становника.

## Становништво
Према процени, у граду је 2017. живело 29 842 становника.
| 2017.  |
| ------ |
| 29.842 |